# Belén Gopegui
Belén Ruiz de Gopegui (Madrid, 1963) è una scrittrice spagnola.

## Biografia
Nel 1993 Belén Gopegui pubblica con successo il suo primo romanzo La escala de los mapas (in Italia Questione di scala), che ha vinto il Tigre Juan e l'Iberoamericano di Santiago del Nuevo Extremo per nuovi autori.
Il suo secondo romanzo, Tocarnos la cara, è stato pubblicato nel 1995 con grande accoglienza di pubblico e critica. Il suo terzo romanzo, La conquista del aire, La conquista dell'aria, fu pubblicato nel 1998 ed è stato adattato in un film nel 2000 con il titolo Las razones de mis amigos  da Gerardo Herrero. Tradotto in Italia da Giunti nel 2003.
Con l'adattamento del suo romanzo al cinema, insieme a Angeles Gonzalez Sinde, ha iniziato la sua carriera di sceneggiatrice: sempre con Ángeles González-Sinde ha scritto la sceneggiatura di Luck Sleeping e la sceneggiatura di Il principio di Archimede, diretto da Gerardo Herrero in 2004.
Nel 2004 ha pubblicato El lado frío de la almohada tradotto in italiano da Neri Pozza con il titolo "Il lato freddo del cuscino", 2005 (trad. Silvia Sichel).
Nel 2007 ha pubblicato il romanzo El padre de Blancanieves anche per Anagrama.
Nel 2009 appare Deseo de ser punk (in italiano "Voglio essere punk", Atmosphere libri, 2012), un romanzo che ritrae il disagio dell'adolescenza dalla voce Martina di 16 anni, in cui la musica rock ha un ruolo di primo piano nella storia che fa come sfondo. Un anno dopo la sua pubblicazione questo romanzo ha vinto il VII Premio per la narrativa spagnola Dulce Chacón.